# Maltotriose
Le maltotriose est un triholoside constitué de trois D-glucoses liés par des liaisons osidiques de type α 1-4. Il partage la même structure que le maltose qui ne contient que deux unités glucose.
Son nom officiel est l'α-D-glucopyranosyl(1→4)α-D-glucopyranosyl(1→4)D-glucopyranose.
Il est produit essentiellement par l'action d'une α-amylase sur l'amylose, un type d'amidon.